# Aalborg-modellen
Aalborg-modellen er den model, Aalborg Universitet anvender, og som bygger på problembaseret læring og gruppearbejde.
I 2007 udpegede UNESCO AAU formandskabet for Problem Based Learning in Engineering Education. Valget faldt på AAU på grund af de mange års erfaringer med projektarbejde og problembaseret læring.
Her skal man blandt andet etablere et globalt netværk for forskere, udviklere og undervisere samt præsentere og fremme modellen globalt.
| Skole | Spire Denne artikel om en skole, en uddannelsesinstitution eller uddannelse er en spire som bør udbygges. Du er velkommen til at hjælpe Wikipedia ved at udvide den. |